# Cathédrale Saint-Joseph d'Antigua Guatemala
Pour les articles homonymes, voir Cathédrale Saint-Joseph.
La cathédrale Saint-Joseph, située à Antigua Guatemala, ancienne capitale du Royaume du Guatemala, est une ancienne cathédrale en ruines dépendant de l'archidiocèse de Guatemala.